# Хезен, Томас фон
Томас фон Хезен (нем. Thomas von Heesen; род. 1 октября 1961, Хёкстер, Северный Рейн-Вестфалия, ФРГ) — немецкий футболист и футбольный тренер. Играл на позиции атакующего полузащитника.
Большую часть футбольной карьеры провел в качестве игрока «Гамбурга». На счету фон Хезена почти 400 официальных матчей за клуб.

## Карьера игрока
Футбольная карьера юного Томаса фон Хезена началась в местном клубе родного города — «Альбаксен». В 17 лет он перешел в «Падерборн 07». А через два года присоединился к "Гамбургу". Дебют фон Хезена в Бундеслиге за первую команду «Гамбурга» состоялся в сезоне 1980-81. Следующие два сезона были очень успешны для фон Хезена и клуба: «Гамбург» занимал первое место в Чемпионате Германии два года подряд, а в сезоне 1982-83 выиграл Кубок европейских чемпионов.
Фон Хезен играл за «Гамбург» 14 лет, забив за клуб в общей сложности 99 мячей. В 33 года немец перешел в «Арминию» Билефельд. Сезон 1994-95 клуб закончил на первом месте в таблице третьего дивизиона чемпионата и таким образом вышел во Вторую Бундеслигу — Томас Фон Хезен забил в том сезоне 7 голов в 26 матчах команды. По итогам следующего сезона «Арминия» вышла в Бундеслигу — и в составе этого клуба фон Хезен забил свой 100-й гол в Чемпионате Германии. 31 мая 1997 года, в возрасте 36 лет, Томас фон Хезен объявил о завершении карьеры футболиста.

## Карьера тренера
17 августа 1998 года фон Хезен стал временно-исполняющим обязанности тренера «Арминии» Билефельд. Фон Хезен возглавлял клуб до момента вступления в должность главного тренера Германа Герланда. Последний матч фон Хезена в качестве главного тренера был против ФК «Кельн», в котором «Арминия» выиграла со счетом 5:3 (по итогам сезона «Арминия» Билефельд выиграла Вторую Бундеслигу и вышла в Бундеслигу). За 33 матча в этом сезоне фон Хезен одержал с клубом 20 побед, сыграл в 7 ничьих и потерпел 6 поражений. После ухода из «Арминии» Томас фон Хезен перешел на должность спортивного директора в «Ганновере 96», но уже в декабре 1999 года покинул этот пост. 29 ноября 2000 года фон Хезен стал главным тренером клуба из второго дивизиона ФК «Саарбрюккен». Однако в сентябре 2001 года фон Хезен ушел с поста главного тренера и снова присоединился к «Арминии» — став там спортивным директором. Немец занимал эту должность до 2005 года. С 17 февраля по 1 марта 2004 года он выполнял обязанности главного тренера клуба. 12 мая 2005 года Томас фон Хезен стал главным тренером «Арминии». В феврале 2017 года он подал в отставку.
12 февраля 2008 года фон Хезен был назначен главным тренером «Нюрнберга». 28 августа 2008 года немец покинул клуб.
Через две недели фон Хезен присоединился к кипрскому клубу «Аполлон» из города Лимасол. В своем дебютном сезоне он занял с клубом пятое место. После почти двух лет в клубе, 29 января 2010 года, Хезен был уволен.
29 ноября 2011 года фон Хезен был назначен главным тренером австрийской команды «Капфенберг». После сезона 2011-12 с фон Хезеном был продлен контракт (на три года), даже несмотря на то, что «Капфенберг» вылетел из первой австрийской Бундеслиги. 10 ноября 2012 года фон Хезен был назначен спортивным директором, а новым главным тренером стал Клаус Шмидт.
1 сентября 2015 года Томас фон Хезен стал главным тренером польской «Лехии» из Гданьска. 3 декабря 2015 года он был уволен.

## Достижения
| Карьера игрока                        | Карьера игрока                   | Карьера игрока     |
| Сезон                                 | Клуб                             | Статус             |
| ------------------------------------- | -------------------------------- | ------------------ |
| Чемпионат Германии по футболу 1980/81 | ФК «Гамбург»                     | Вице-чемпион       |
| Кубок европейских чемпионов 1981/82   | ФК «Гамбург»                     | Финалист           |
| Чемпионат Германии по футболу 1981/82 | ФК «Гамбург»                     | Чемпион            |
| Чемпионат Европы по футболу (U-21)    | Сборная Германии по футболу U-21 | Вице-чемпион       |
| Кубок европейских чемпионов 1982/83   | ФК «Гамбург»                     | Победитель         |
| Чемпионат Германии по футболу 1982/83 | ФК «Гамбург»                     | Чемпион            |
| Чемпионат Германии по футболу 1983/84 | ФК «Гамбург»                     | Вице-чемпион       |
| Чемпионат Германии по футболу 1986/87 | ФК «Гамбург»                     | Вице-чемпион       |
| Кубок Германии по футболу 1986/87     | ФК «Гамбург»                     | Победитель         |
| Вторая Бундеслига 1995/96             | «Арминия» Билефельд              | Выход в Бундеслигу |
| Карьера тренера                       |                                  |                    |
| Сезон                                 | Клуб                             | Статус             |
| Вторая Бундеслига 1998/99             | «Арминия» Билефельд              | Выход в Бундеслигу |